# エル・ムエルト
『エル・ムエルト（原題）』（原題：El Muerto）は、マーベル・コミックスの同名のキャラクターを主人公にした、公開予定のアメリカ合衆国のスーパーヒーロー映画。
コロンビア ピクチャーズがマーベル・エンターテインメントと共同で製作した、「ソニーズ・スパイダーマン・ユニバース」（SSU）の第5作目である。
2023年6月22日、2024年1月12日に予定されていた全米公開の無期限延期が発表された。

## 登場人物・キャスト
フアン・カルロス / エル・ムエルト
演 - バッド・バニー
超人的なパワーをもったプロレスラー。